# Friðþjófs saga ins frækna

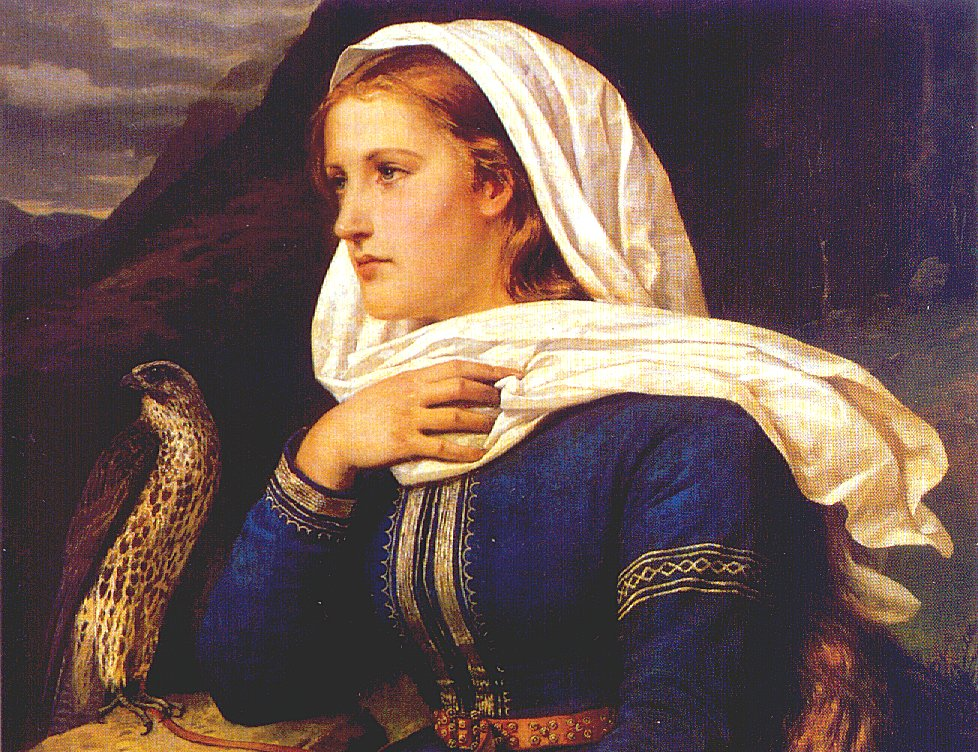
Ingeborg, di Peter Nicolai Arbo

La Friðþjófs saga hins frækna è una saga leggendaria islandese che, nella sua forma attuale, risale al 1300 circa. È la prosecuzione della Þorsteins saga Víkingssonar, ed è ambientata nell'VIII secolo.

## Saga di Frithiof
Fu tradotta in lingua svedese nel 1737, e divenne la base per il poema di Esaias Tegnér intitolato Frithiofs saga (1825) che prima di essere completato era già famoso in tutta Europa; l'anziano Johann Wolfgang von Goethe prese la penna per commentare al concittadino questo "alte, kraftige, gigantischbarbarische Dichtart," ("antico, possente, barbarico stile dei versi") e desiderando che Amalie von Imhoff lo traducesse in lingua tedesca.
Questa parafrasi romantica di un'antica saga era composta di 24 canti, tutti diversi per forma.
La saga di Frithjof è la migliore delle produzioni svedesi conosciute. Si dice che sia stata tradotta 22 volte in lingua inglese, 20 in tedesco ed una in ogni altra lingua europea, compreso il moderno islandese nel 1866.

## Trama
Re Beli di Sogn aveva due figli, Helgi ed Halfdan, ed una figlia di nome Ingeborg. Sull'altro lato del fiordo viveva l'amico del re, Þorsteinn Víkingsson, il cui figlio Frithjof (Friðþjófr) veniva chiamato "l'audace" (hinn frœkni) ed era il più temerario tra gli uomini. Frithjof era cresciuto assieme ad Ingeborg (Ingibjörg) col padre adottivo Hilding (Hildingr).
Sia Beli che Þorsteinn morirono in guerra, e Helgi ed Halfdan presero il possesso del regno. I due re erano gelosi delle eccellenti qualità di Frithjof, e per questo gli negarono la mano di Ingeborg. La portarono a Baldrshagi (sacra clausura di Baldr) dove non esistevano contatti carnali tra uomini e donne. Nonostante questo, Frithjof faceva visita ad Ingeborg e continuavano ad amarsi.
Questo convinse Helgi ed Halfdan a mandare Frithjof sulle Isole Orcadi per chiedere un tributo, e mentre era lontano ne bruciarono la casa facendo sposare Ingeborg col vecchio re Ring di Ringerike.
Quando Frithjof tornò col tributo, bruciò il tempio di Baldr a Baldrshagi ed iniziò a vivere come un vichingo. Dopo tre anni si trasferì presso re Ring passando da lui l'inverno. Poco prima della morte del vecchio re, l'identità di Frithjof fu svelata a tutti, ed il re morente lo nominò conte nominandolo tutore del figlio proprio e di Ingeborg. Quando Ring morì, Frithjof ed Ingeborg si sposarono divenendo i re di Ringerike. Dichiarò quindi guerra ai fratelli di Ingeborg, uccidendone uno con le proprie mani, e facendo uccidere il secondo ad un suo vassallo.

## Riferimenti aFrithjofin musica
La Saga di Frithjof venne usata come ispirazione da almeno cinque compositori. Il primo fu Max Bruch, il quale compose la sua cantata Frithjof, opus 23, nel 1864. Il più famoso esemplare è la 'Frithjof' Symphony in F maggiore, Op. 22, del compositore tedesco Heinrich Hofmann (da non confondere con l'omonimo e contemporaneo pittore). Quest'opera fu una delle più rappresentate nei teatri europei alla fine del XIX secolo. Un altro esempio è il lavoro del compositore olandese Johan Wagenaar chiamato Fritjof's Meeresfahrt, opus 5. Il compositore svedese Elfrida Andrée scrisse un'opera con un libretto di Selma Lagerlöf basandosi sul poema, anch'esso chiamato Frithjof's Saga; non fu mai eseguito, ma Andrée rielaborò la musica dell'opera in una suite a cinque movimenti, Fritiov-svit. Infine il compositore olandese Cornelis Dopper scrisse un'opera intitolata Frithjof nel 1895, mai eseguita.